# Hálych
Hálych (en ucraniano: Галич, en alemán: Halytsch) es una ciudad histórica a orillas del río Dniéster en el oeste de Ucrania. 

## Topónimo
La ciudad de Halicz (su nombre en polaco) dio su nombre a Galitzia o Galicia, región de Europa oriental.  El topónimo "Galicia" no es más que el nombre de la ciudad de Halicz, en latín.

## Antigua Hálych
Esta ciudad le dio el nombre a la región histórica de Galitzia y fue la capital del Principado de Galitzia, así como del Principado de Galitzia-Volynia hasta el siglo XIV, cuando se trasladó el trono a Leópolis.
En 1994, el gobierno de Ucrania crea la Reserva Nacional Antigua Hálych, que incluye la actual villa de Krylos, para preservar el patrimonio histórico-cultural.

## Actual ciudad de Hálych
Es la ciudad central del raión (distrito) de Hálych, en el óblast (provincia) de Ivano-Frankivsk (Іва́но-Франкі́вська о́бласть).
Dista 26 km de la ciudad de Ivano-Frankivsk, la capital de la provincia. La población de Hálych se estima en 6.406 habitantes.

## Galería

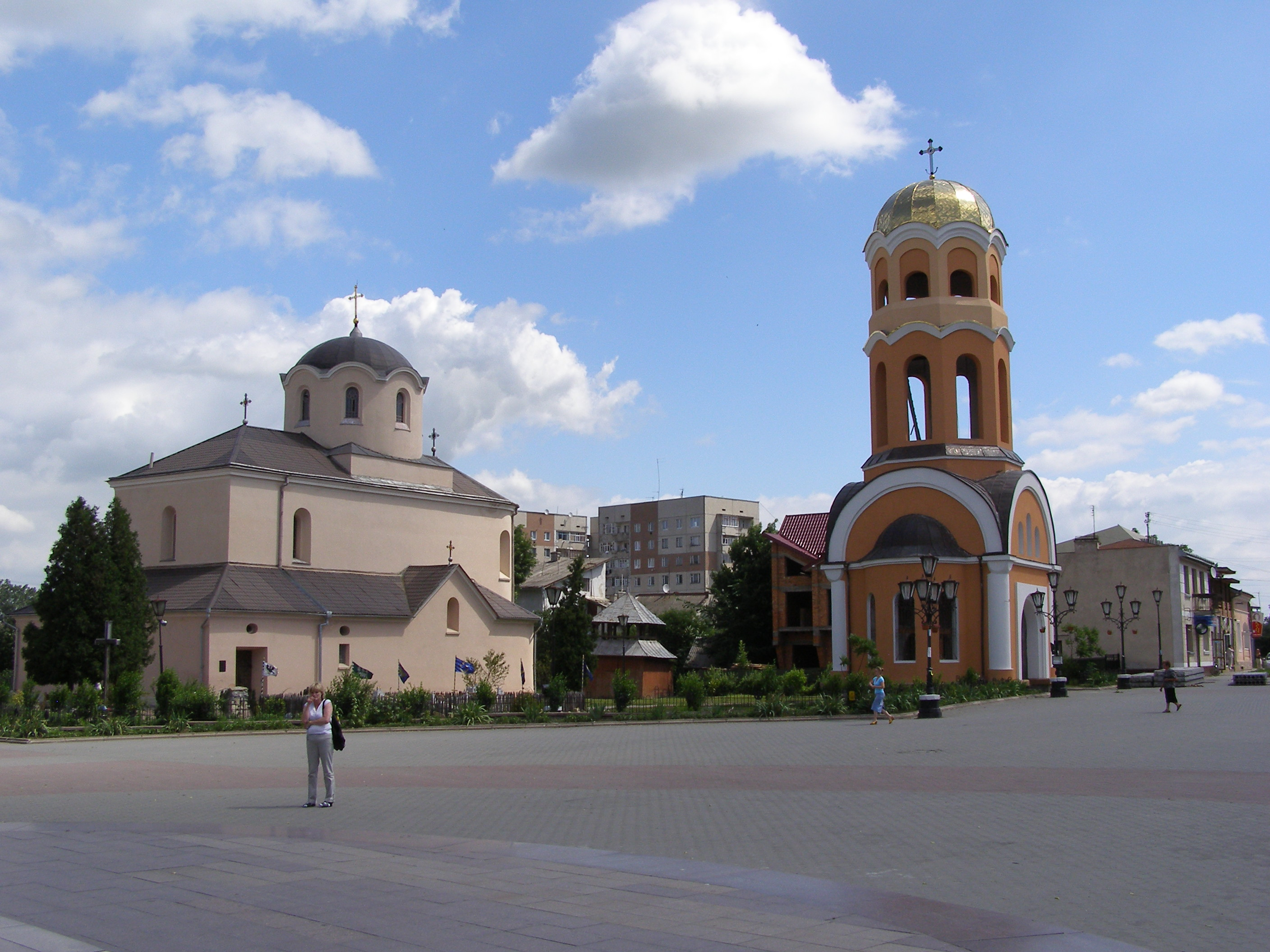
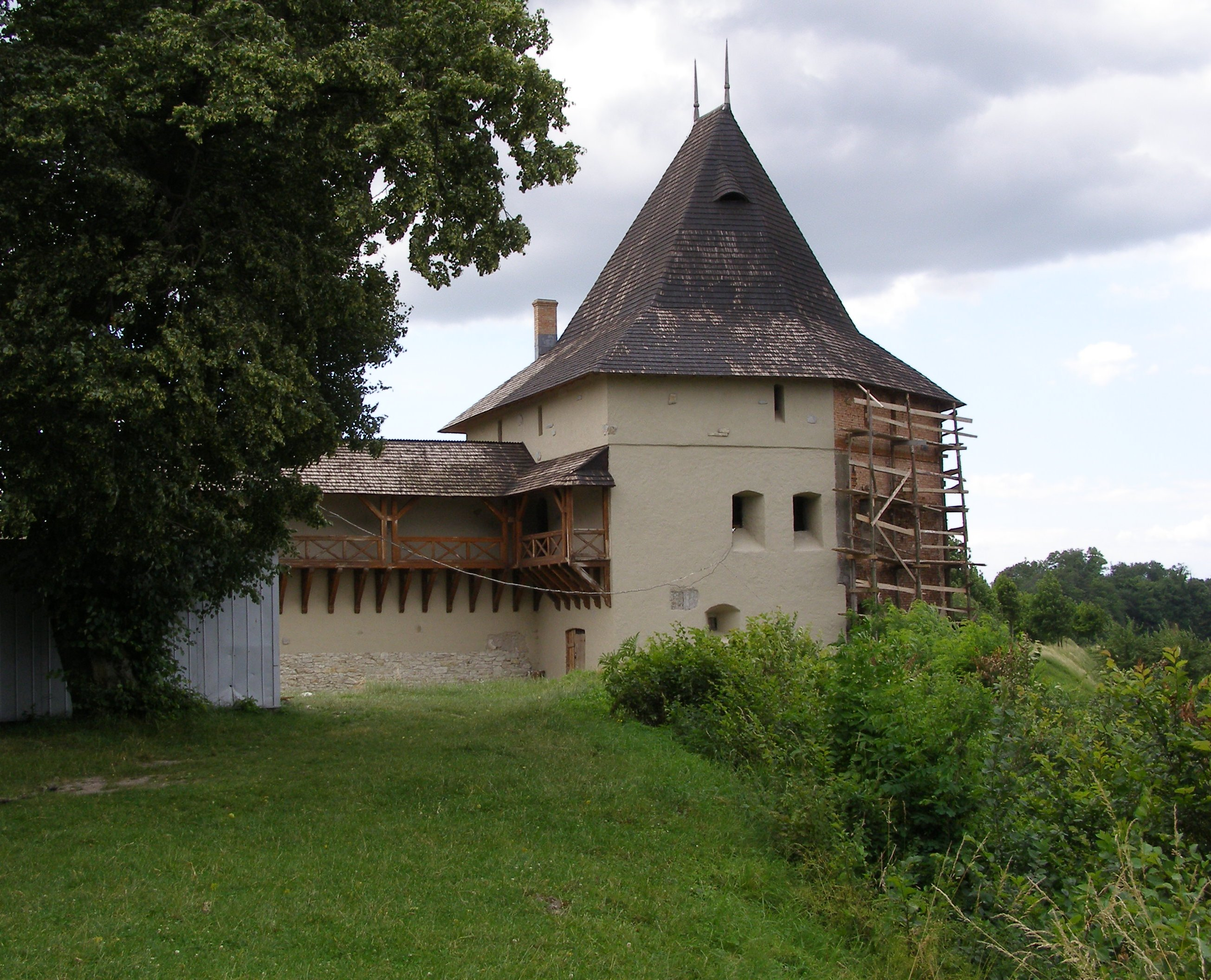
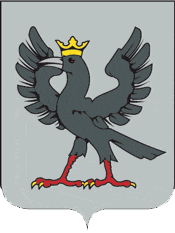
La grajilla en el escudo de la región histórica Galitzia alude a la ciudad de Hálych.
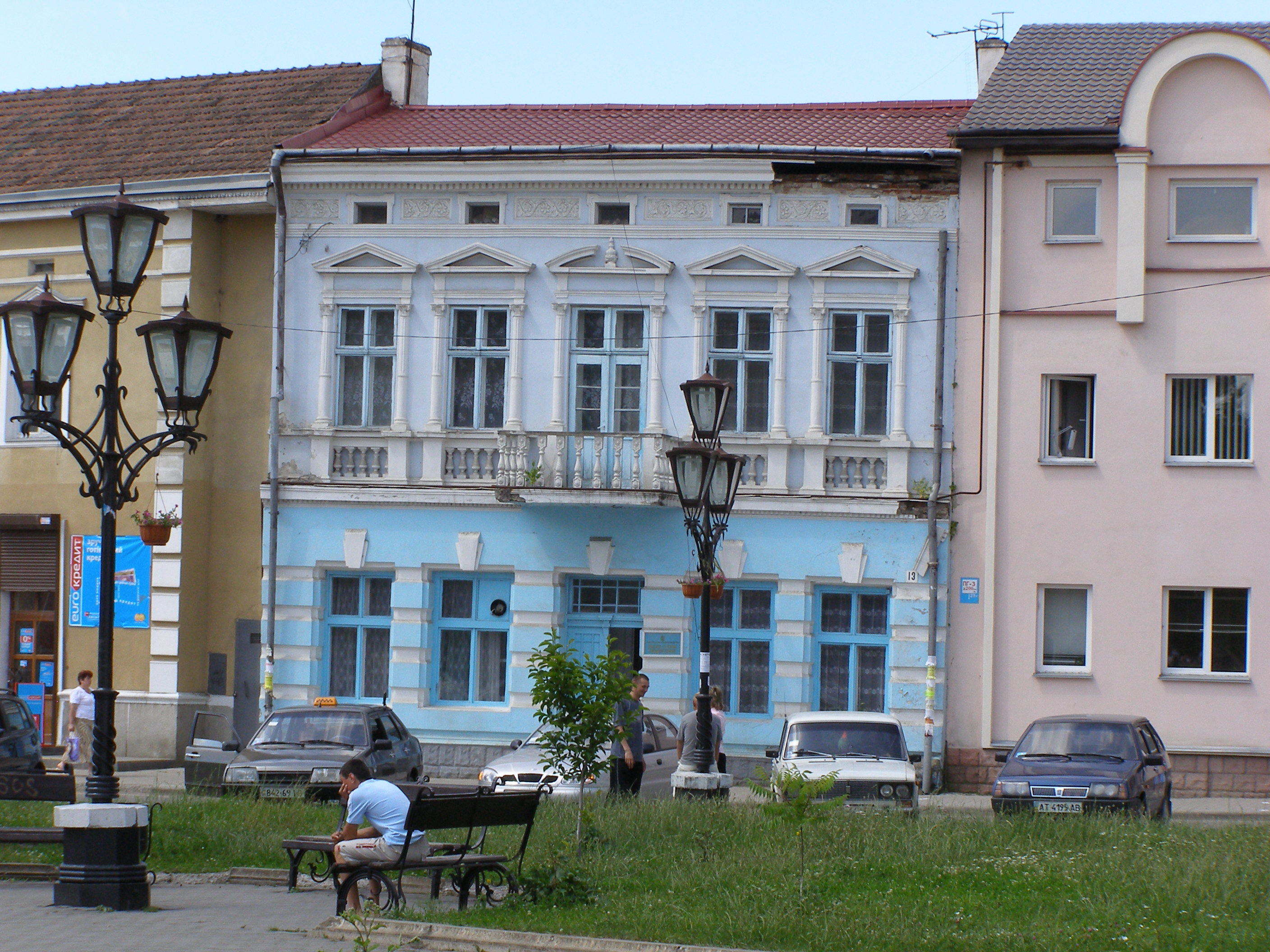
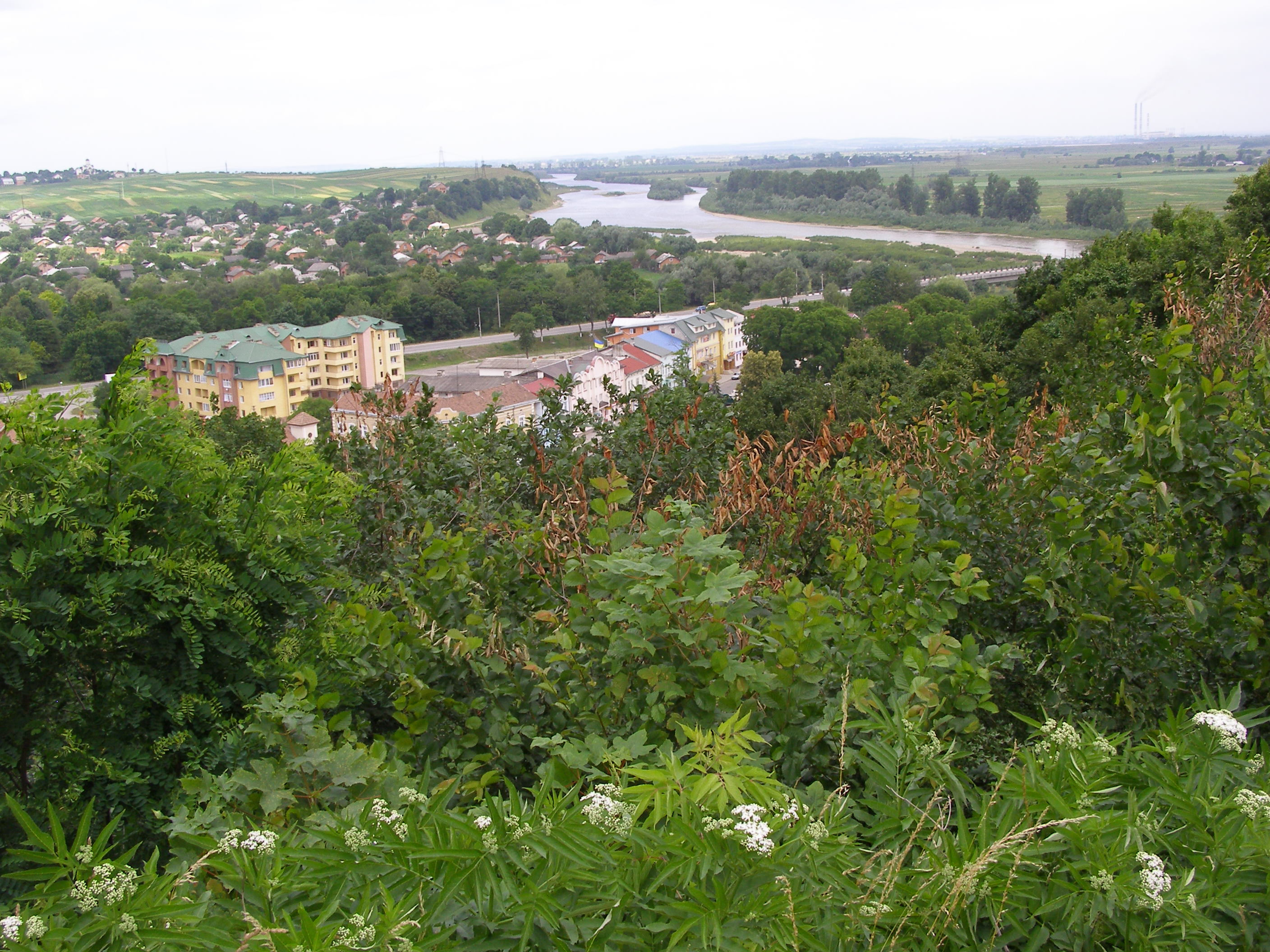
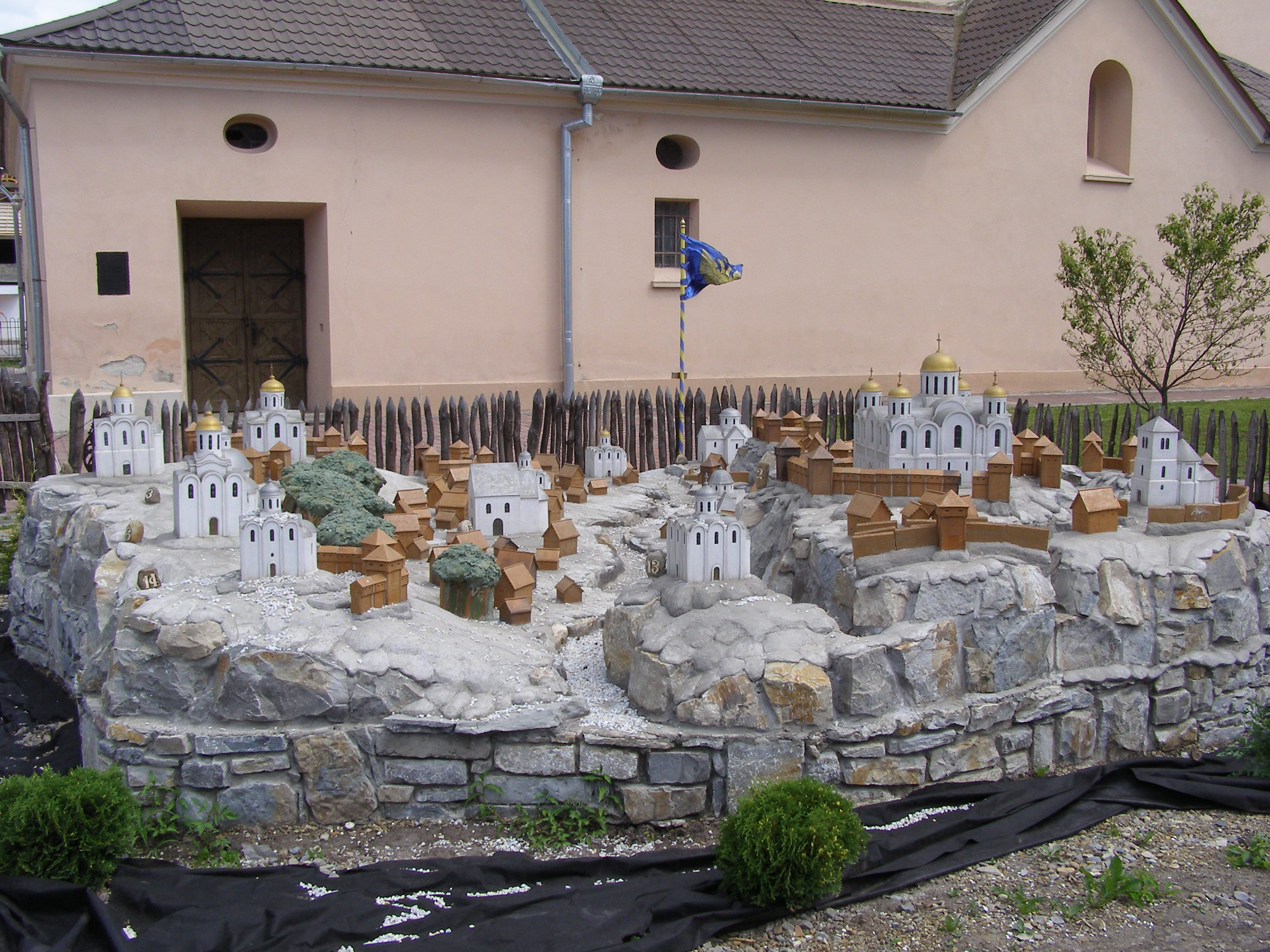
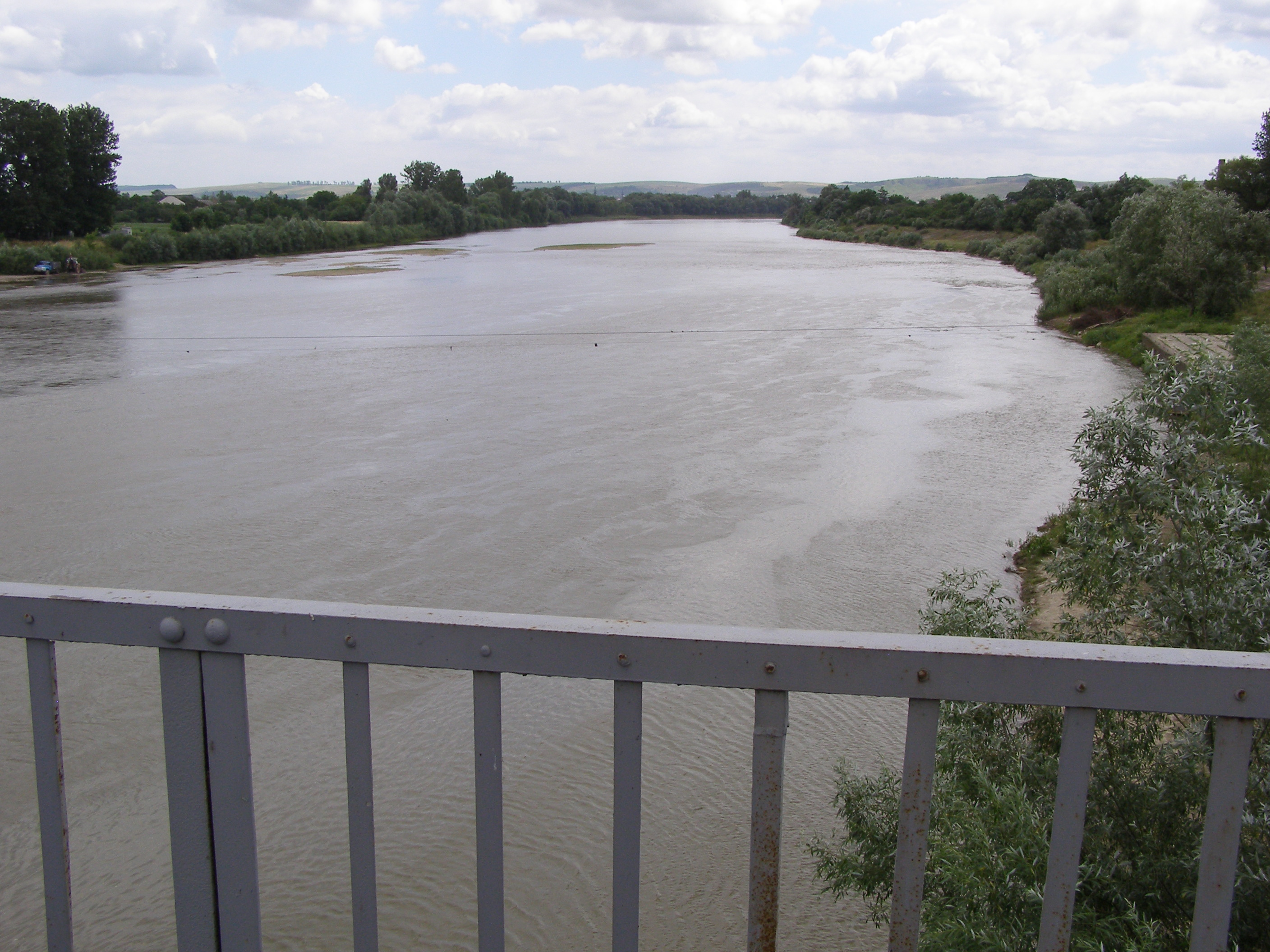
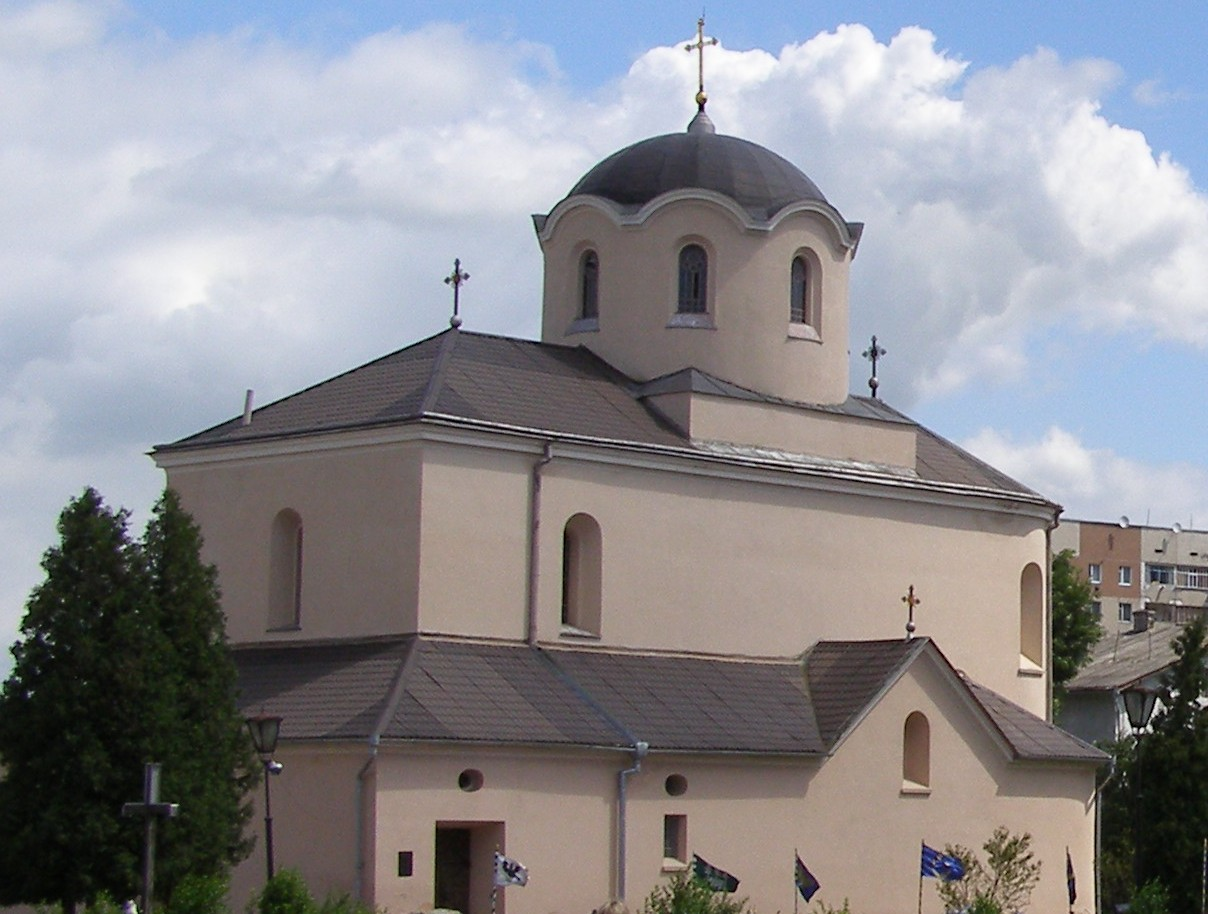
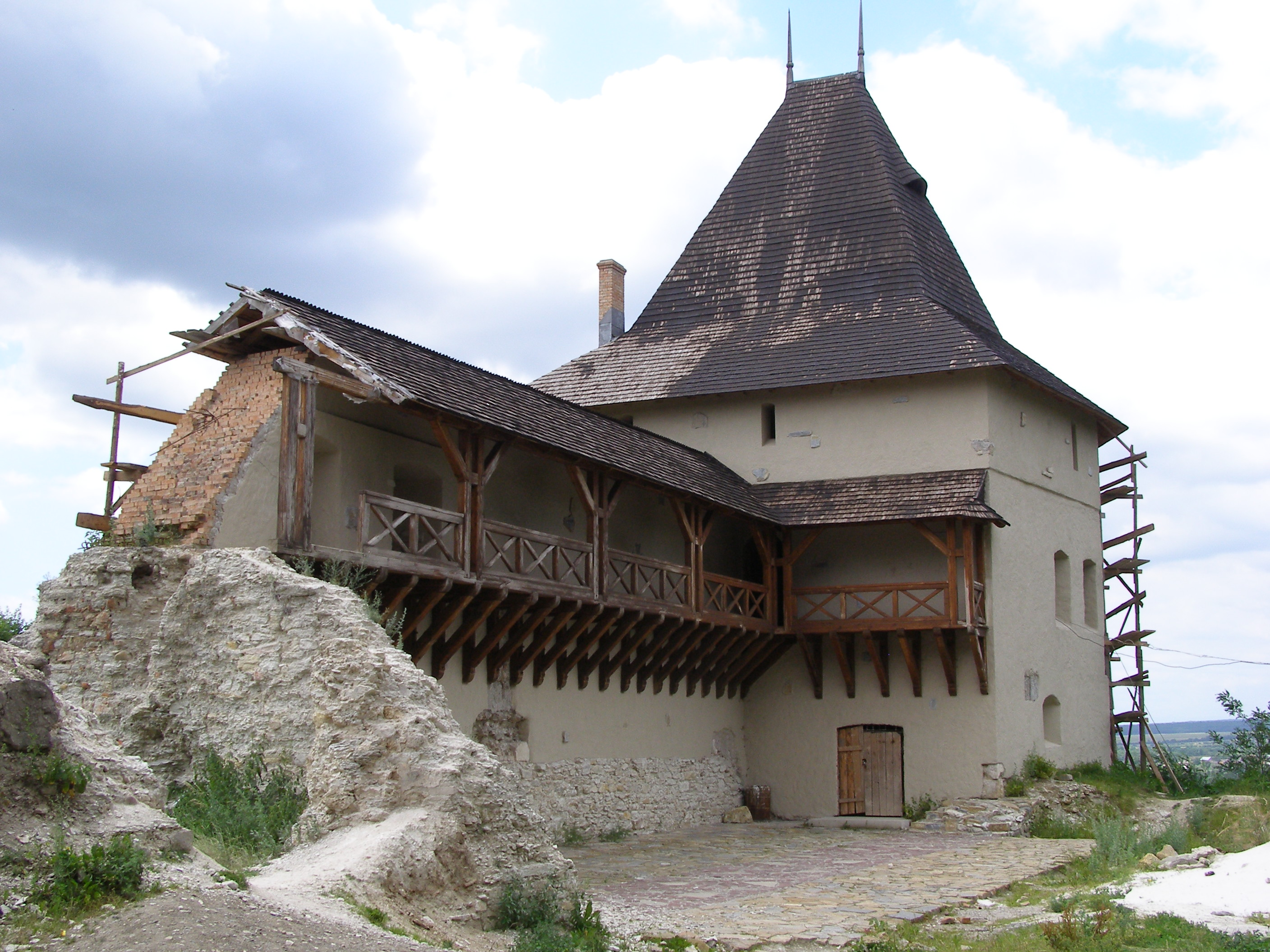
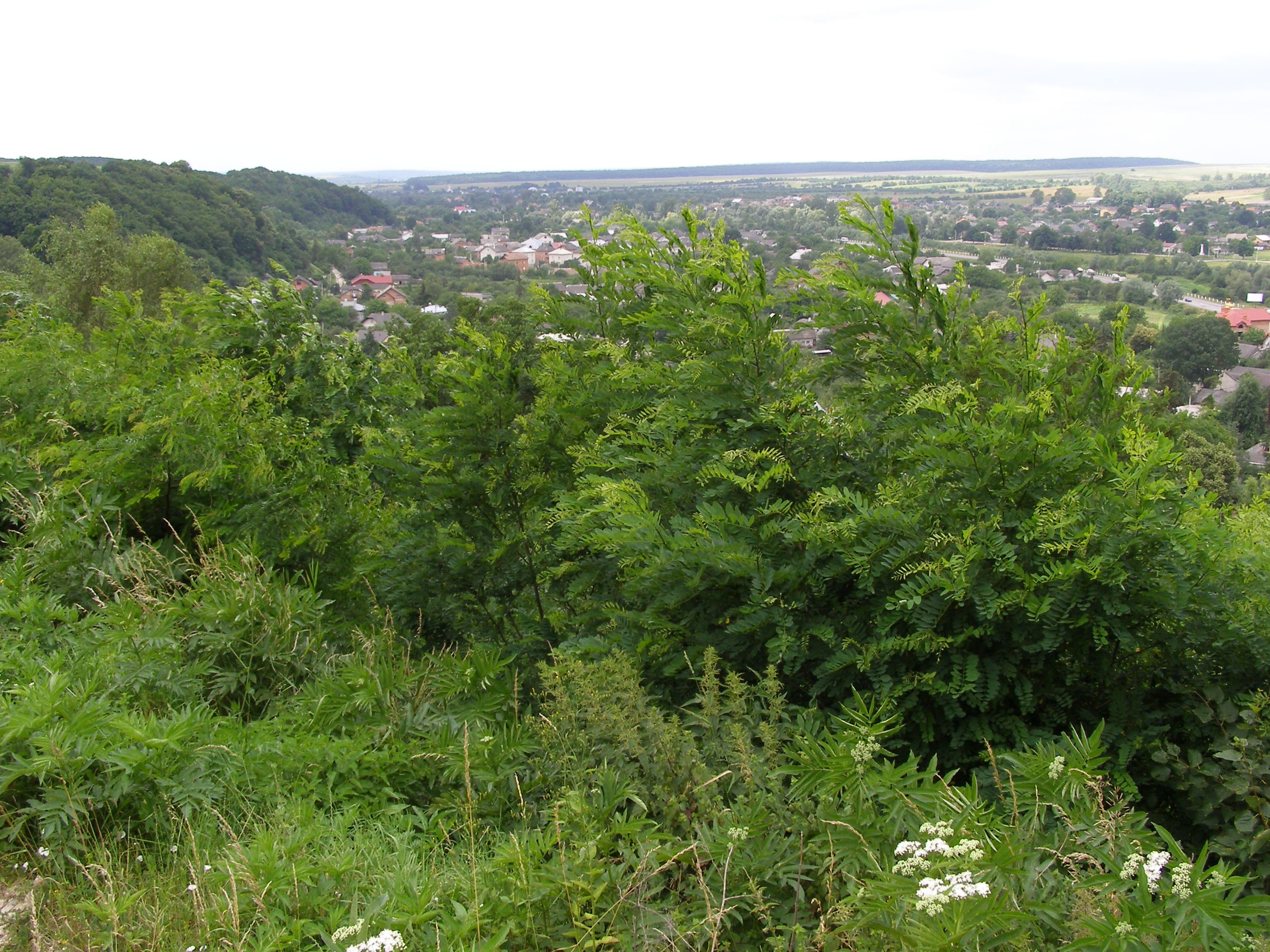
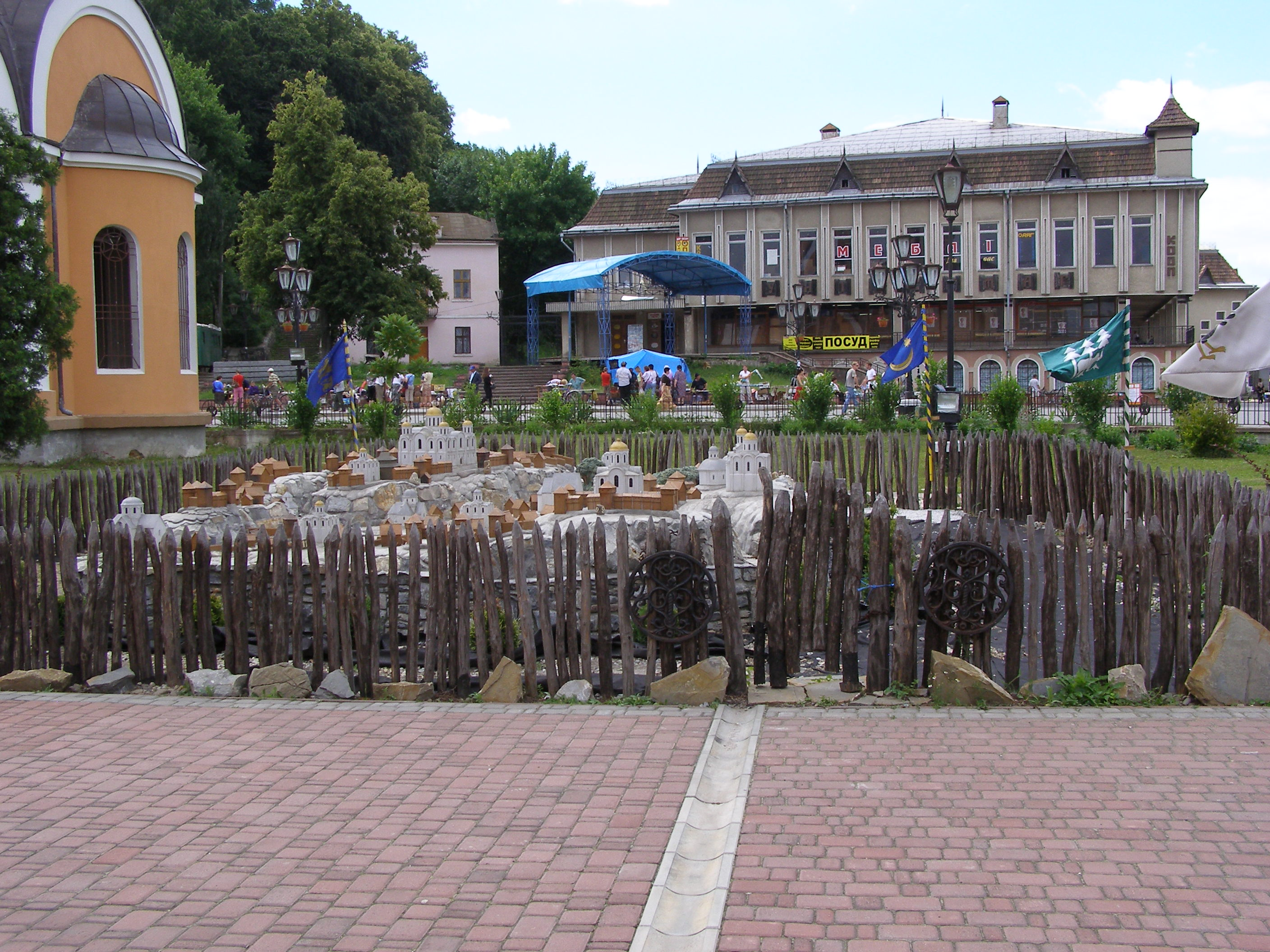
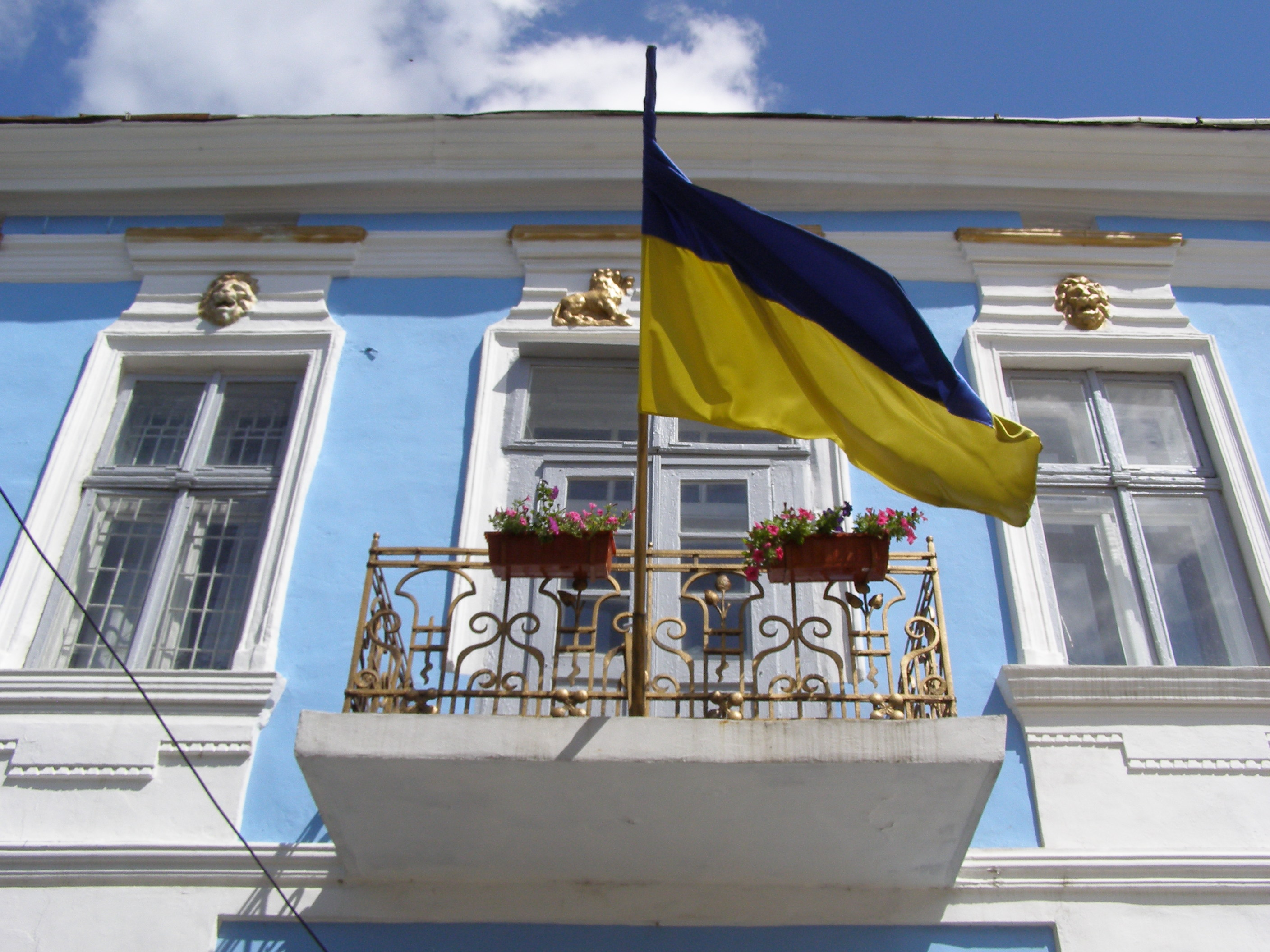